# Chen qing ling
Chen qing ling (陈情令S, Chén qíng lìngP; titolo internazionale The Untamed) è una serie televisiva cinese trasmessa su Tencent Video dal 27 giugno al 20 agosto 2019, adattamento del romanzo del 2015-2016 Il gran maestro della scuola demoniaca di Mò Xiāng Tóng Xiù. Una versione ridotta in 20 episodi è andata in onda su WeTV dal 25 dicembre 2019. Internazionalmente è stata distribuita da Netflix a partire dal 25 ottobre 2019.
Chen qing ling è stata un successo commerciale e di critica, sia a livello locale che internazionale, venendo elogiata per la trama coesa, i personaggi ben sviluppati, i costumi di scena e il trucco elaborato. Mentre il romanzo originale narra di un'esplicita storia d'amore tra i due protagonisti maschili, l'adattamento contiene solo delle allusioni omoerotiche a causa del bando cinese sulle rappresentazioni LGBT nei film. È stato uno dei drama cinesi dall'incasso più alto del 2019, e a giugno 2021 ha raccolto oltre 9,5 miliardi di visualizzazioni su Tencent Video, diventando una delle serie più guardate della piattaforma. Visto il suo successo, sono stati realizzati due film spin-off incentrati sui personaggi secondari, Shēng hún (生魂S) nel 2019 e Luàn pò (乱魄S) nel 2020.

## Trama
L'adolescente Wèi WúXiàn del clan Jiāng di Yúnmèng si reca dalla setta dei Lán di Gūsū per essere addestrato nella coltivazione spirituale, e incontra Lán WàngJī, il figlio virtuoso e tranquillo della nobile famiglia. Visto il suo tipo di temperamento, Lán WàngJī non ha mai saputo fare amicizia prima che lo spirito libero e vivace di Wèi WúXiàn entri nella sua vita. Wèi WúXiàn torna a casa sua dopo aver terminato l'addestramento e una serie di eventi disastrosi lo fanno rinunciare al potere spirituale per salvare la vita del suo fratello adottivo, Jiāng Chéng. Indebolito, Wèi WúXiàn viene torturato e abbandonato sui Monti Funerari da Wēn Cháo del clan Wēn di Qíshān, tornando dopo alcuni mesi ma come praticante della coltivazione demoniaca. Lán WàngJī cerca di persuaderlo a rinunciarvi, ma invano. Persa la propria reputazione, Wèi WúXiàn viene emarginato e ostracizzato dai cinque grandi clan e, dopo la guerra alla Città senza Notte durante la quale ferisce e uccide centinaia di persone, tra cui la sorella adottiva Jiāng YànLí, si suicida gettandosi da una rupe, e Lán WàngJī non riesce a salvarlo.
Sedici anni dopo, Wèi WúXiàn viene resuscitato da e nel corpo di Mò XuánYǔ, allo scopo di esaudire il piano di vendetta dell'uomo. Nel farlo incontra di nuovo Lán WàngJī, che ne piange ancora la morte. Insieme risolvono il mistero dietro a degli omicidi avvenuti di recente che si rivelano collegati ai tragici eventi del passato.

## Personaggi

### Personaggi principali
- Wèi WúXiàn (nato Wèi Yīng)/Mò XuánYǔ, interpretato da Xiào Zhàn, doppiato da Lù ZhīXíng.
- Lán WàngJī (nato Lán Zhàn), interpretato da Wáng YīBó, doppiato da Biān Jiāng.

### Personaggi secondari

#### Clan Lán di Gūsū
- Lán XīChén (nato Lan Huan), interpretato da Liú HǎiKuān, doppiato da Líng Fēi.
Fratello maggiore di Lán WàngJī.
- Lán QǐRén, interpretato da Huáng ZǐTéng, doppiato da Zhāng WénTiān.
Guida del clan Lán, zio di Lán WàngJī e Lán XīChén.
- Lán SīZhuī, interpretato da Zhèng FánXīng e Jiāng YìTíng (da bambino), doppiato da Chén JǐnWén.
Discepolo del clan Lán.
- Lán JǐngYí, interpretato da Guō Chéng, doppiato da Liú SīCén.
Discepolo del clan Lán.
- Lán Yì, interpretata da Carman Lee, doppiata da Lù GēngYí.
Antica guida del clan Lán.

#### Clan Jīn di Lánlíng
- Jīn GuāngShàn, interpretato da Shěn XiǎoHǎi, doppiato da Yáng Mò.
Guida del clan Jīn.
- Signora Jīn, interpretata da Hú XiǎoTíng.
Moglie di Jīn GuāngShàn.
- Mèng Yáo/Jīn GuāngYáo, interpretato da Zhū ZànJǐn, doppiato da Sū ShàngQīng.
Figlio illegittimo di Jīn GuāngShàn.
- Jīn ZiXuān, interpretato da Cáo YùChén, doppiato da Shǐ ZéKūn.
Figlio di Jīn GuāngShàn.
- Jīn Zixūn, interpretato da Yáo ShūHáo, doppiato da Wáng MǐnNà.
Cugino di Jīn ZiXuān.
- Qín Sù, interpretata da Jīn LùYíng.
Moglie di Mèng Yáo.
- Jīn Líng , interpretato da Qī PéiXīn, doppiato da Zhāng SīWángZhī.
Figlio di Jīn ZiXuān e Jiāng YànLí, erede del clan Jīn.
- Luó Qīngyáng o Mián Mián, interpretata da Wáng YìFēi, doppiato da Zhāng YǔMéng.
Discepola del clan Jīn.

#### Clan Niè di Qīnghé
- Niè MíngJué, interpretato da Wáng YìZhōu, doppiato da Zhao Yi.
Guida del clan Niè.
- Niè HuáiSāng, interpretato da Ji Li.
Fratellastro minore di Niè MíngJué.

#### Clan Wēn di Qíshān
- Wēn RuòHán, interpretato da Xiū Qìng, doppiato da Liú Cóng.
Guida del clan Wēn.
- Wēn Xù, interpretato da Wang Rong.
Figlio maggiore di Wēn RuòHán.
- Wēn Cháo, interpretato da Hè Péng, doppiato da Wén JìngYuān.
Figlio minore di Wēn RuòHán.
- Wēn Qíng, interpretata da Mèng ZǐYì, doppiata da Qiáo ShīYǔ.
Guaritrice del clan Wēn.
- Wēn Níng, interpretato da Yú Bīn, doppiato da Lǐ Xīn.
Fratello minore di Wēn Qíng.
- Wēn ZhúLiú, interpretato da Féng MíngJīng, doppiato da Cháng WénTāo.
Protettore di Wēn Cháo.
- Wáng LíngJiāo, interpretata da Lú Ēnjié, doppiata da Qiū Qiū.
Amante di Wēn Cháo.
- Wēn Mǎo, interpretato da Zhāng Bīn.
Antenato del clan Wēn.

#### Clan Jiāng di Yúnmèng
- Jiāng FēngMián, interpretato da Lù JiànMín, doppiato da Tāng ShuǐYǔ.
Guida del clan Jiāng.
- Yú ZǐYuān, interpretata da Zhāng JìngTóng, doppiata da Lǐ JīnYàn.
Moglie di Jiāng FēngMián.
- Jiāng Chéng, interpretato da Wāng ZhuōChéng, doppiato da Wáng Kǎi.
Figlio di Jiāng FēngMián.
- Jiāng YànLí, interpretata da Xuān Lù, doppiata da Bái XuěCén.
Sorella maggiore di Jiāng Chéng.

#### Altri personaggi
- Xiǎo XīngChén, interpretato da Sòng JìYáng, doppiato da Chén ZhāngTàiKāng.
- Sòng Lán, interpretato da Lǐ BōWén, doppiato da Lú LìFēng.
- Xuē Yáng, interpretato da Wáng HàoXuān, doppiato da Liú SānMù.
- Ā-Qìng, interpretata da Chén ZhuōXuán, doppiata da Hè WénXiāo.
- Sū Shè, interpretato da Féng Cōng, doppiato da Běi Chén.
Guida del clan Sū di Mòlíng.
- Bàoshān Sànrén, interpretata da Liú TíngYǔ.
- Ōuyáng Zizhēn, interpretato da Cáo JùnXiáng.
- Xuē Zhònghài, interpretato da Yú ZiKuān.

## Produzione

### Pre-produzione
Chen qing ling è diretta da Zhèng WěiWén e Chén JiāLín, e sceneggiata da Yáng Xià, Dèng YǎoYú, Mǎ Jìng e Guō GuāngYùn, con Fāng Fāng, Yáng Xià, Wáng Chú e Liú MíngYì come produttori, Yáng Xià e Jī Péng come direttori artistici.
La pre-produzione della serie ha richiesto due anni e mezzo, durante i quali è stata scritta e corretta la sceneggiatura, impostata l'ambientazione e costruito il set. È stata ufficialmente annunciata a marzo 2018.
A causa della censura cinese, tutto il contenuto omosessuale è stato rimosso e la trama ha subito delle modifiche. Poiché il romanzo originale è scritto ricorrendo a una serie di flashback, alcune scene sono state inserite per favorire il flusso della narrazione. Sono state preparate due diverse sceneggiature, una che riportava gli eventi in ordine cronologico, l'altra che seguiva il romanzo, e la produzione ha infine deciso di mescolare i due stili per conservare il fulcro originale della storia. Nonostante sia identificata principalmente come serie xiānxiá, Chen qing ling include diversi elementi anche del genere wǔxiá.
Chén TóngXūn ha realizzato i costumi, per i quali ci si è ispirati a design realmente esistenti, così come per i set: il clan Lán di Gūsū è influenzato dalla dinastia Sòng, il clan Jiāng di Yúnmèng dalle culture dello Húběi e del distretto di Jiānghàn, il clan Wēn di Qíshān dalla dinastia Shāng e il clan Jīn di Lánlíng dalla dinastia Táng.

### Casting
Xiào Zhàn e Wáng YīBó sono stati annunciati come attori protagonisti ad aprile 2018. Xiào è stato raccomandato alla produttrice Yáng Xià da amici, e scelto come interprete di Wèi WúXiàn per il suo "sguardo pulito", mentre Wáng tramite audizione. Prima di assistere al suo provino, il team di produzione non l'aveva preso in considerazione per il ruolo di Lán WàngJī a causa del suo scarno portfolio di attore.
Lù ZhīXíng e Biān Jiāng, che avevano doppiato Wèi WúXiàn e Lán WàngJī rispettivamente nell'audio drama e nell'adattamento animato di Il gran maestro della scuola demoniaca, hanno ripreso i loro ruoli anche in Chen qing ling.

### Riprese

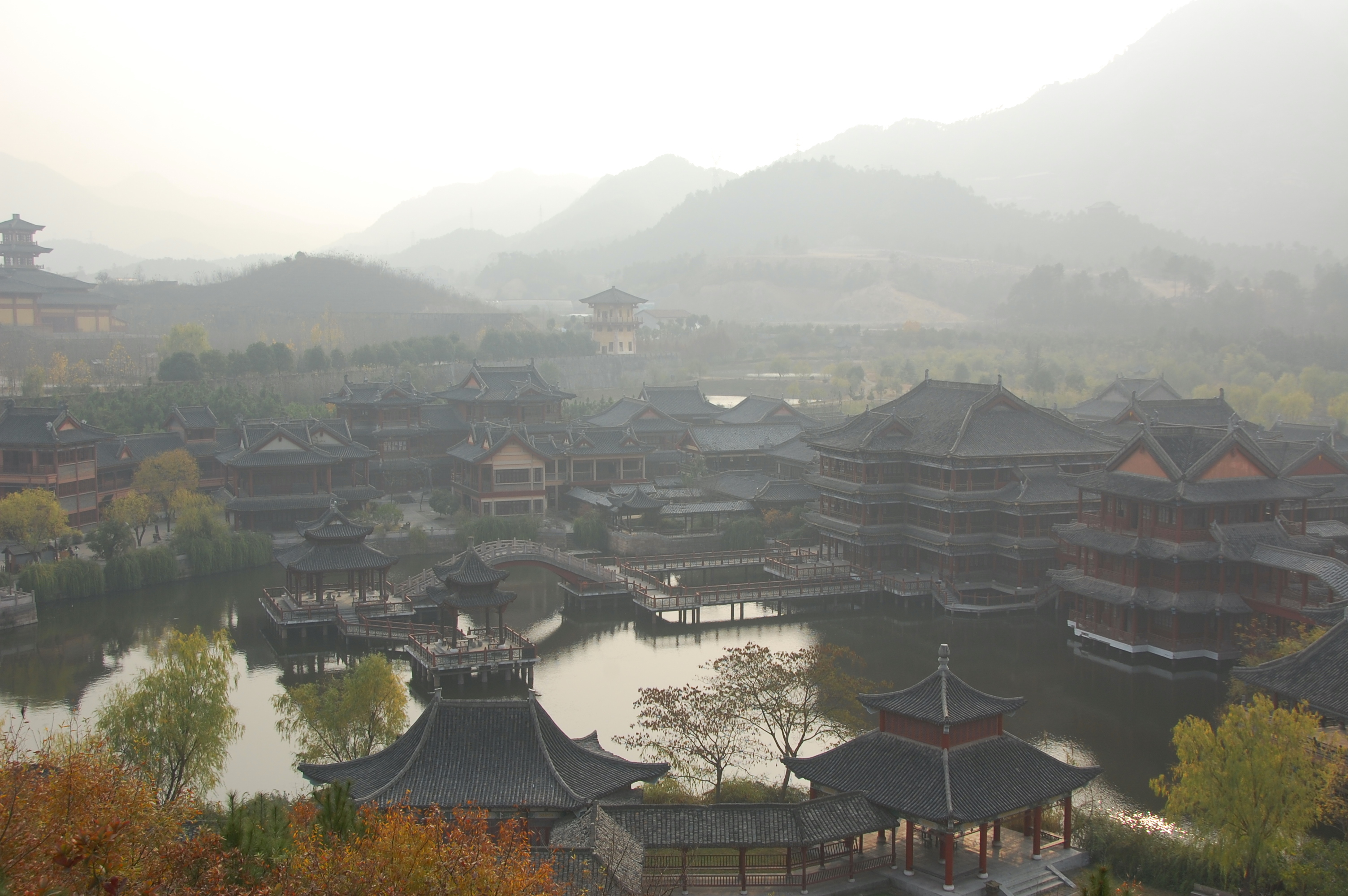
Gli Hengdian World Studios, principale location delle riprese.

Le riprese si sono svolte tra aprile e agosto 2018 agli Héngdiàn World Studios e nel Guìzhōu. Due settimane prima del loro inizio, il cast si è riunito per le sessioni di lettura del copione e si è sottoposto agli allenamenti in arti marziali ed etichetta.
L'11 luglio 2018 è scoppiato un incendio mentre la troupe girava a Nánmǎ, Dōngyáng. Si è esteso per 300 metri quadrati e ha causato la morte di due membri dello staff.

### Promozione
Chen qing ling è stata promossa tra il 12 luglio e il 21 settembre 2019 attraverso incontri con i fan e apparizioni televisive degli attori. Quello svoltosi in Thailandia il 21 settembre è stato frequentato da 9.000 persone e i proventi donati alla provincia di Ubon Ratchathani colpita da un'alluvione.
L'1 e il 2 novembre 2019 è stato organizzato l'Untamed National Style Concert al Nánjīng Qīng'ào Sports Park. I biglietti sono stati venduti a 627 e 1980 yuán per commemorare rispettivamente le date di inizio e fine della trasmissione della serie. La scaletta ha incluso sedici canzoni, oltre a interazioni e giochi con gli spettatori. Il concerto è andato in onda anche in streaming su Tencent Video. Durante l'evento si sono esibiti per la prima volta i The Untamed Boys (陈情少年S, Chén qíng shàoniánP), composti dagli attori della serie Yú Bīn, Ji Li, Cáo YùChén, Zhèng FánXīng, Sòng JìYáng e Lǐ BōWén, che hanno eseguito Fearless.
A gennaio 2020, è stato annunciato un tour mondiale del cast per incontrare i fan a Bangkok, Singapore, Ho Chi Minh, Tokyo, Seul, Macao, Kuala Lumpur, Toronto, Los Angeles e New York.

## Controversie
Durante le riprese, si diffuse la diceria che i produttori avessero cambiato l'interesse amoroso di Wèi WúXiàn, sostituendo Lán WàngJī con uno dei personaggi femminili, Wēn Qíng (interpretata da Mèng ZǐYì), e ciò suscitò reazioni negative notevoli tra i fan del romanzo originale. La produzione negò con forza la voce.
Il 29 luglio 2019, Tencent annunciò che gli utenti VIP avrebbero potuto pagare per guardare gli episodi non ancora trasmessi. Gli spettatori protestarono, preoccupati per gli spoiler sul finale, che sarebbe diventato disponibile a pagamento con due settimane d'anticipo rispetto alla trasmissione regolare, oltre che per la possibilità che la serie venisse piratata e le visualizzazioni calassero. Tencent rispose che la sua decisione avrebbe potuto soddisfare le richieste di alcuni spettatori che chiedevano che gli episodi venissero pubblicati più velocemente, mentre gli altri avrebbero potuto comunque guardare la serie al ritmo che preferivano.

## Colonna sonora
La colonna sonora è composta in prevalenza da Lín Hǎi. Il tema principale "无羁" (Wú jīP), in inglese Unrestrained, si è intitolato "忘羡" (WàngxiànP) fino all'episodio 10. L'album è uscito in formato digitale su QQ Music l'8 luglio 2019, e fisicamente il 2 novembre 2019.
1. Xiao Zhan & Wang Yibo – Unrestrained (无羁S, Wú jīP) – 4:13 (testo: Cheng Yi, Ming Feng – musica: Lin Hai)
2. Bibi Zhou – Unrestrained (无羁S, Wú jīP – versione speciale) – 4:14 (testo: Cheng Yi, Ming Feng – musica: Lin Hai)
3. Xiao Zhan – Unrestrained (无羁S, Wú jīP – assolo) – 4:13 (testo: Cheng Yi, Ming Feng – musica: Lin Hai)
4. Wang Yibo – Unrestrained (无羁S, Wú jīP – assolo) – 4:13 (testo: Cheng Yi, Ming Feng – musica: Lin Hai)
5. Xiao Zhan – Song Ends with Chen Qing (曲尽陈情S, Qū jìn chén qíngP – tema musicale di Wei Wuxian) – 3:53 (testo: Yi Zhe Lian Xiao Zui Qing He – musica: Within_Yi Ming)
6. Wang Yibo – Won't Forget (不忘S, Bù wàngP – tema musicale di Lan Wangji) – 5:16 (testo: Song Bingyang, Yang Xia – musica: Song Bingyang)
7. Yu Bin – Newborn (赤子S, ChìzǐP – tema musicale di Wen Ning) – 4:18 (testo: Zhang Pengpeng – musica: Zheng Guofeng)
8. Wang Zhuocheng – Goodbye Filled With Hatred (恨别S, Hèn biéP – tema musicale di Jiang Cheng) – 3:43 (testo: Yi Zhe Lian Xiao Zui Qing He – musica: Chao Xi_Tide)
9. Liu Haikuan – Involuntary (不由S, BùyóuP – tema musicale di Lan Xichen) – 4:44 (testo: Ming Feng – musica: Windbell Project)
10. Ayanga – Separation at Qinghe (清河诀S, Qīnghé juéP – tema musicale di Nie Mingjue & Nie Huaisang) – 3:44 (testo: Lin Qiao, Liu Enxun – musica: Chen Xueran)
11. Gao Qiuzi – If The Woodlands Has Something To Say (疏林如有诉S, Shū lín rú yǒu sùP – tema musicale di Wen Qing) – 3:53 (testo: Zhong Wuyi – musica: Chen Yiming)
12. Charlie Zhou – Passing by the Deserted City (荒城渡S, Huāngchéng dùP – tema musicale di Xue Yang) – 4:19 (testo: Zhang Ying – musica: Xia Heng, Deng Qiangzhong)
13. Sun Bolun & Chen Zhuoxuan – Lone City (孤城S, GūchéngP – tema musicale della città di Yi) – 3:52 (testo: Lin Qiao – musica: Yu Honglong)
14. Zui Xue, Zheng Fanxing, Qi Peixin & Guo Cheng – Youth Especially Cannot Be Bullied (最是少年不可欺S, Zuì shì shàonián bùkě qīP) – 3:59 (testo: Yu Ci – musica: Chen Yiming)
15. Yin Lin – Inappeasable (意难平S, Yì nán píngP – tema musicale di Jiang Yanli) – 4:14 (testo: Cheng Yi, He Siwei – musica: Lin Hai)
16. Naomi Wang – Not In Vain (不枉S, Bù wǎngP) – 3:55 (testo: Yi Zhe Lian Xiao Zui Qing He – musica: Yin Lin)
17. Lara Veronin & Fabien Yang – Eternal Separation (永隔S, Yǒng géP – tema musicale di Jiang Yanli & Jin Zixuan) – 3:37 (testo: Lin Qiao – musica: Yu Honglong)
18. Zhu Xingjie – Hatred in Life (多恨生S, Duō hèn shēngP – tema musicale di Jin Guangyao) – 4:25 (testo: Within_Yi Ming – musica: Luo Xizhun)

Un album con le basi strumentali è uscito il 5 agosto 2019.
1. The Untamed (陈情令S, Chén qíng lìngP) – 2:01
2. Unrestrained (无羁S, Wú jīP – versione strumentale) – 2:33
3. Wangji (忘机S, Wàng jīP) – 1:01
4. Love Entanglement (情牵S, Qíng qiānP) – 1:59
5. Lotus Pier (莲花坞S, Liánhuā wùP) – 2:08
6. Maneuvering Dizi (御笛S, O fueP) – 2:15
7. Glacier (裂冰S, Liè bīngP) – 3:26
8. Drunken Dream (醉梦S, Zuì mèngP) – 3:27
9. Burial Mound (乱葬岗S, Luàn zàng gǎngP) – 2:24
10. Sadness (伤情S, Shāng qíngP) – 3:01
11. If Life Was Just Like When We First Met (人生若只如初见S, Rénshēng ruò zhǐ rú chū jiànP) – 2:36
12. Won't Regret (不悔S, Bù huǐP) – 2:47
13. Night Scamper (夜奔S, Yè bēnP) – 3:51
14. Day and Night (寤寐S, Wù mèiP) – 1:26
15. Song of Lucidity (清心音·乱魄抄S, Qīngxīn yīn·luàn pò chāoP) – 5:10
16. Rest (安息S, ĀnxíP) – 2:32
17. Greenery (草木S, CǎomùP) – 2:33
18. Yi City (义城S, Yì chéngP) – 1:03
19. Artful Child (狡童S, Jiǎo tóngP) – 1:44
20. Sunshot (射日S, ShajitsuP) – 2:28
21. Unrestrained (无羁S, Wú jīP – versione al pianoforte) – 1:23

A settembre 2019 è diventato la colonna sonora più venduta e il quindicesimo album digitale di maggior successivo commerciale di sempre su QQ Music.

## Accoglienza
Dalla sua pubblicazione a giugno 2021, Chen qing ling ha accumulato più di 9,5 miliardi di visualizzazioni su Tencent Video. Uno dei principali motivi della sua popolarità è la fedeltà al romanzo originale. Il Quotidiano del Popolo l'ha lodata per la sua "meravigliosa presentazione delle caratteristiche cinesi", mostrando gli elementi culturali tradizionali attraverso costumi e strumenti musicali, oltre a trasmettere valori positivi come coraggio, cavalleria e amore per la patria. Il China News Service ha analogamente sottolineato la fattura dei costumi e l'utilizzo dell'etichetta tradizionale, nonché la trama ricca di suspense e la storia ben collegata. Wáng YīBó è stato inizialmente criticato dagli spettatori per la recitazione spenta durante i primi episodi, che ha in seguito migliorato grazie alle istruzioni del regista.
Lo show ha altresì ricevuto una notevole esposizione mediatica e popolarità a livello globale grazie alla trama coesa, i personaggi ben sviluppati, i costumi di scena e il trucco elaborato. Film Daily l'ha descritto come un "fenomeno globale" e gli ha assegnato il merito di aver contribuito ad aumentare la presenza e la popolarità dei contenuti asiatici su siti di streaming diffusi come Netflix.

### Successo commerciale
Chen qing ling è stato uno dei drama cinesi dall'incasso più alto del 2019, grazie anche a incontri con i fan, concerti, vendite di album e merchandise.
La possibilità di guardare gli episodi finali in anticipo offerta ai membri VIP di Tencent ha generato oltre 78 milioni di yuán di profitti, con più di 2,6 milioni di abbonati che hanno sbloccato la funzione. Su Tencent Music sono stati venduti più di 1,6 milioni di copie della colonna sonora, e un negozio di merchandise ufficiale è stato aperto su Taobao, con un guadagno di 1,17 milioni di yuán. È stato inoltre possibile pagare per sbloccare il video musicale completo di Unrestrained in anticipo, e il numero di Bazaar Magazine con entrambi gli attori protagonisti, Xiào e Wáng, ha venduto 330 000 copie in tre giorni, prima di superare il milione e centomila.
Nell'organizzare gli incontri con i fan, Tencent ha introdotto un nuovo sistema, per il quale i membri VIP avrebbero dovuto accumulare dei "punti stella" per avere maggiori probabilità di ottenere i biglietti. Più di 3,27 milioni di spettatori hanno pagato tra i 30 e i 50 yuán per guardare la trasmissione in diretta dell'Untamed National Style Concert su Tencent Video, che secondo le stime avrebbe generato otre 100 milioni di yuán di profitto per la piattaforma. I biglietti sono andati esauriti in meno di 5 secondi, e quelli rimasti sono stati messi in vendita dagli speculatori a prezzi molto superiori rispetto ai 627 yuán originali, toccando i 150.000 yuán.
Sui mercati esteri, Chen qing ling ha spinto la piattaforma video di Tencent WeTV a una crescita del 250%, con una media mensile di un milione di download dell'app tra il lancio della serie a giugno 2019 e l'ottobre seguente.

## Riconoscimenti
- Baidu Fudian Awards[65]
  - 2019 – Top 10 delle serie televisive
- China Golden Rooster and Hundred Flowers Film Festival (Network Drama Awards)[66]
  - 2019 – Attore più popolare a Wáng YīBó
  - 2019 – Attore più atteso a Hè Péng
- China Entertainment Industry Summit (Golden Pufferfish Awards)[67][68]
  - 2019 – Miglior drama
  - 2019 – Miglior marketing
  - 2019 – Produttore dell'anno a Yáng Xià
- China Radio Film & TV Media Survey[69]
  - 2019 – Serie televisiva dall'incredibile promozione all'estero
- China Student Television Festival[70]
  - 2019 – Serie televisiva più vista
- China Video Awards[71]
  - 2018 – Proprietà intellettuale dell'anno
- Cultural and Entertainment Industry Congress[72]
  - 2019 – Candidatura Miglior attore in un drama a Xiào Zhàn
  - 2019 – Candidatura Miglior esordiente in un drama a Xiào Zhàn
  - 2019 – Candidatura Miglior esordiente in un drama a Wáng YīBó
  - 2019 – Candidatura Miglior coppia a Wèi WúXiàn e Lán WàngJī (Xiào Zhàn e Wáng YīBó)
- Film and TV Role Model 2019 Ranking[73]
  - 2019 – Candidatura Drama dell'anno
  - 2019 – Candidatura Attore dell'anno a Xiào Zhàn
- Golden Bud - The Fourth Network Film And Television Festival[74][75]
  - 2019 – Webserie più influente
  - 2019 – Regista più popolare a Chén JiāLín
  - 2019 – Premio Nuova forza a Wáng HàoXuān
  - 2019 – Candidatura Miglior webserie
  - 2019 – Candidatura Miglior film web a Shēng hún
  - 2019 – Candidatura Miglior attore a Xiào Zhàn
  - 2019 – Candidatura Miglior attore a Wáng YīBó
  - 2019 – Candidatura Miglior esordiente a Guō Chéng
  - 2019 – Candidatura Miglior esordiente a Sòng JìYáng
  - 2019 – Candidatura Miglior esordiente a Wāng ZhuōChéng
  - 2019 – Candidatura Miglior esordiente a Zhèng FánXīng
  - 2019 – Candidatura Miglior esordiente a Wáng HàoXuān
- Golden Tower Award[76][77]
  - 2019 – Drama più popolare
  - 2019 – Attore più popolare a Xiào Zhàn
  - 2019 – Candidatura Attore più popolare a Wáng YīBó
- GQ Men of the Year[78]
  - 2019 – Attore scoperta dell'anno a Wáng YīBó
- Hengdian Film and TV Festival of China (Wenrong Awards)[79]
  - 2019 – Miglior regista a Chén JiāLín
  - 2019 – Miglior produttore a Fāng Fāng
  - 2019 – Candidatura Miglior webdrama
- Hengdian World Studio Classic Ranking[80][81]
  - 2019 – Drama più popolare
  - 2019 – Personaggio più popolare a Wèi WúXiàn (Xiào Zhàn)
- Huading Awards[82][83][84]
  - 2019 – Miglior esordiente a Xiào Zhàn
  - 2019 – Top 10 degli attori preferiti a Wáng YīBó
  - 2019 – Candidatura Miglior esordiente a Wáng YīBó
  - 2019 – Candidatura Miglior serie televisiva
  - 2019 – Candidatura Miglior regista a Chén JiāLín e Zhèng WěiWén
  - 2019 – Candidatura Miglior produttore a Yáng Xià, Fāng Fāng, Wáng Chú e Liú MíngYì
- Kugou Music Awards[85]
  - 2019 – Canzone dell'anno a Unrestrained di Xiào Zhàn e Wáng YīBó
- Media and Entertainment Industry Reporter[86]
  - 2019 – Marketing innovativo dell'anno
- Sina Film & TV Awards[87]
  - 2019 – Top 10 delle serie televisive
- Sofa Film Festival[88]
  - 2019 – Attore più popolare dell'autunno a Xiào Zhàn
- Tencent Entertainment White Paper[89][90]
  - 2019 – Attore televisivo dell'anno a Xiào Zhàn
  - 2019 – Attore televisivo dell'anno (Star Celebrity Board) a Xiào Zhàn
- Tencent Music Entertainment Awards[91]
  - 2019 – Canzone dell'anno a Unrestrained di Xiào Zhàn e Wáng YīBó
- Tencent Video All Star Awards[92]
  - 2019 – Webdrama dell'anno
  - 2019 – Attore popolare dell'anno a Xiào Zhàn
  - 2019 – Attore popolare dell'anno a Wáng YīBó
  - 2019 – Attore più promettente a Liú HǎiKuān
  - 2019 – Doki New Force a Wāng ZhuōChéng
- Thailand Headlines Person of The Year Awards[93][94]
  - 2019 – Premio al più influente al cast di Chen qing ling
- The Actors of China Award Ceremony[95]
  - 2019 – Candidatura Miglior attore in una webserie a Xiào Zhàn
- The Third Internet Film Festival[96]
  - 2019 – Miglior regista a Chén JiāLín
  - 2019 – Miglior attore esordiente a Zhū ZànJǐn
- Weibo Awards Ceremony[97]
  - 2019 – Drama popolare dell'anno
- Weibo TV Series Awards[98][99][100][101][102][103][104][105]
  - 2019 – Serie televisiva più popolare
  - 2019 – Personaggio più popolare a Wèi WúXiàn (Xiào Zhàn)
  - 2019 – Personaggio più popolare a Lán WàngJī (Wáng YīBó)
  - 2019 – Attore più popolare a Xiào Zhàn
  - 2019 – Attore più popolare a Wáng YīBó
  - 2019 – Candidatura Attore più popolare a Sòng JìYáng
  - 2019 – Candidatura Attore più popolare a Wāng ZhuōChéng
  - 2019 – Candidatura Attore più popolare a Yú Bīn
  - 2019 – Candidatura Attore più popolare a Zhèng FánXīng
  - 2019 – Candidatura Attore più popolare a Liú HǎiKuān
- Yinchuan Internet Film Festival
  - 2019 – Miglior attore in una webserie a Xiào Zhàn[106]
  - 2019 – Candidatura Miglior webserie[107]

## Adattamenti
A ottobre 2019 NetEase ha annunciato un videogioco basato sulla serie.
Due film direct-to-streaming incentrati sui personaggi secondari fungono da storie secondarie alla serie televisiva. Il primo, Shēng hún (生魂S) è stato distribuito il 7 novembre 2019 e ha come protagonisti Wēn Níng e Lán SīZhuī. Il secondo, Luàn pò (乱魄S), segue invece la storia dei due fratelli Niè e di Jīn GuāngYáo, ed è uscito il 26 marzo 2020.